# 謝挙
謝 挙（謝舉、しゃ きょ、生年不詳 - 太清2年12月22日（549年2月4日））は、南朝梁の官僚・文人。字は言揚。本貫は陳郡陽夏県。

## 経歴
斉の吏部尚書の謝瀹の子として生まれた。秘書郎を初任とした。太子舎人・軽車功曹史・秘書丞・司空従事中郎・太子庶子・太子家令・太子中庶子を歴任した。天監11年（512年）、侍中に転じた。天監14年（515年）、寧遠将軍・豫章郡内史として出向した。天監18年（519年）、入朝して再び侍中となり、歩兵校尉を兼ねた。
普通元年（520年）、貞毅将軍の号を受け、臨川王蕭宏の下で太尉長史をつとめた。普通4年（523年）、入朝して左民尚書となった。この年のうちに吏部尚書に転じた。ほどなく公務中の事件のために免官された。普通5年（524年）、太子中庶子として起用され、右軍将軍の号を受けた。普通6年（525年）、再び左民尚書となり、歩兵校尉を兼ねた。まもなく吏部尚書に転じ、ほどなく侍中を加えられた。仁威将軍・晋陵郡太守として出向した。中大通2年（530年）、入朝して侍中・五兵尚書となった。中大通3年（531年）、吏部尚書に転じた。
中大通4年（532年）、侍中を加えられた。中大通5年（533年）、侍中のまま尚書右僕射に転じた。大同3年（537年）、病を理由に解任を求め、右光禄大夫の位を受けた。この年、雲麾将軍・呉郡太守として出向した。大同5年（539年）、入朝して侍中・中書監となった。大同6年（540年）、侍中のまま太子詹事・翊左将軍に転じた。大同9年（543年）、侍中・翊左将軍のまま尚書僕射となった。この年、本官のまま選挙を管掌した。
太清2年（548年）1月、侍中・翊左将軍のまま尚書令に転じた。同年12月戊申（549年2月4日）、侯景による建康包囲の最中に死去した。侍中・中衛将軍・開府儀同三司の位を追贈された。文集20巻があったが、乱の最中に亡失した。

## 人物・逸話
- 謝挙は幼くして学問を好み、清談をよくし、兄の謝覧と名声を等しくした。
- 14歳のとき、謝挙は沈約に五言詩を贈って、沈約の賞賛を受けた。
- 当時の人は「王氏には養（王筠）と炬（王泰）がおり、謝氏には覧と挙がいる」と語った。
- 江淹は謝覧と謝挙の兄弟に会って、「いわゆる『二龍を長塗に馭する』というものだ」といった。
- 謝挙は東宮の記録を管掌して、昭明太子蕭統に信任された。
- 秘書監の任昉が新安郡太守として出向するにあたって、謝挙との別れを「詎念耋嗟人、方深老夫託」と詩に詠んだ。
- 謝挙が華林園の宴に参加したとき、武帝が謝覧に謝挙のことを訊ねると、謝覧は「弟の識芸は私を上回っていますが、ただ飲酒だけは私に及ばないようです」と答えたので、武帝は大喜びした。
- 謝挙が3回にわたって吏部尚書の任についたのは前代未聞のことであった。
- 謝挙は若くして博識で、とくに老荘と仏教の解釈に長けていた。
- 謝挙が晋陵郡にいたとき、義僧とともに経論を講義し、隠士の何胤が虎丘山からやってきた。
- 国子博士の盧広も謝挙の見識に感服した。

## 子女
- 謝禧
- 謝嘏（太清年間に太子中庶子を経て、建安郡太守として出向した）

## 伝記資料
- 『梁書』巻37 列伝第31
- 『南史』巻20 列伝第10